# Tenextepec, Chignautla
Tenextepec är en ort i Mexiko.   Den ligger i kommunen Chignautla och delstaten Puebla, i den sydöstra delen av landet, 180 km öster om huvudstaden Mexico City. Tenextepec ligger 2 275 meter över havet och antalet invånare är 315.
Terrängen runt Tenextepec är huvudsakligen kuperad, men norrut är den bergig. Runt Tenextepec är det ganska tätbefolkat, med 179 invånare per kvadratkilometer. Närmaste större samhälle är Teziutlan, 5,1 km nordost om Tenextepec. I omgivningarna runt Tenextepec växer huvudsakligen savannskog.